# Chương trình Fulbright
Chương trình Fulbright / Học bổng Fulbright, bao gồm Chương trình Fulbright-Hays, là một trong vài Chương trình trao đổi văn hóa Hoa Kỳ với mục tiêu là cải thiện quan hệ liên văn hóa, ngoại giao văn hóa và năng lực liên văn hóa giữa người dân Hoa Kỳ và các quốc gia khác thông qua trao đổi con người, kiến thức và kỹ năng. Đây là một trong những chương trình học bổng có uy tín và cạnh tranh nhất trên thế giới. Thông qua chương trình, các công dân Mỹ được lựa chọn cạnh tranh bao gồm sinh viên, học giả, giáo viên, chuyên gia, nhà khoa học và nghệ sĩ có thể nhận được học bổng hoặc trợ cấp để nghiên cứu, thực hiện nghiên cứu, giảng dạy hoặc thực hiện tài năng của họ ở nước ngoài; và công dân của các quốc gia khác có thể đủ điều kiện để làm điều tương tự ở Hoa Kỳ. Chương trình được thành lập bởi Thượng nghị sĩ Hoa Kỳ J. William Fulbright vào năm 1946 và được coi là một trong những học bổng được công nhận và uy tín nhất trên thế giới. Chương trình cung cấp 8.000 khoản trợ cấp hàng năm.
Chương trình Fulbright được quản lý bởi các tổ chức hợp tác như Viện Giáo dục Quốc tế và hoạt động tại hơn 160 quốc gia trên thế giới. Văn phòng các vấn đề văn hóa và giáo dục của Bộ Ngoại giao Hoa Kỳ tài trợ cho Chương trình Fulbright và nhận tài trợ từ Quốc hội Hoa Kỳ thông qua các hóa đơn appropriation hàng năm. Hỗ trợ trực tiếp và hiện vật bổ sung đến từ các chính phủ đối tác, tổ chức, tập đoàn và tổ chức chủ nhà cả ở trong và ngoài Hoa Kỳ  Tại 49 quốc gia, Ủy ban Fulbright hai quốc gia điều hành và giám sát Chương trình Fulbright. Ở các quốc gia không có Ủy ban Fulbright nhưng có chương trình hoạt động, Bộ phận Công vụ của Đại sứ quán Hoa Kỳ giám sát Chương trình Fulbright. Hơn 370.000 người đã tham gia chương trình kể từ khi chương trình được bắt đầu; 59 cựu sinh viên Fulbright đã giành giải thưởng Nobel; 82 cựu sinh viên đã giành được giải thưởng Pulitzer.